# SIE Santa Monica Studio
SIE Santa Monica Studio est une société américaine de développement de jeux vidéo fondée en 1999 et basée à Santa Monica en Californie. Elle est détenue par Sony et est une filiale de Sony Interactive Entertainment. Le studio est réputé pour avoir développé la série des God of War sur les consoles de jeu Sony. Il a par ailleurs développé son propre moteur de jeu appelé Kinetica en référence à son premier jeu sur lequel le moteur a officié, et utilisé plus tard sur God of War et God of War II.
L'entreprise possède une branche de développement externe à laquelle elle apporte des fonds et son soutien pour une large gamme de jeux. Cette branche gère également un programme d'incubation qui finance et héberge des développeurs indépendants, incluant notamment thatgamecompany et Giant Sparrow.

## Jeux développés
| Titre                 | Date de sortie  | Plates-formes                                                |
| --------------------- | --------------- | ------------------------------------------------------------ |
| Kinetica              | 14 octobre 2001 | PlayStation 2                                                |
| God of War            | 22 juin 2005    | PlayStation 2, PlayStation 3 (2009), PlayStation Vita (2014) |
| God of War II         | 27 avril 2007   | PlayStation 2, PlayStation 3 (2009), PlayStation Vita (2014) |
| God of War III        | 16 mars 2010    | PlayStation 3, PlayStation 4 (2015)                          |
| God of War: Ascension | 12 mars 2013    | PlayStation 3                                                |
| God of War            | 20 avril 2018   | PlayStation 4, Microsoft Windows (2022)                      |
| God of War: Ragnarök  | 9 novembre 2022 | PlayStation 4, PlayStation 5, Microsoft Windows (2024)       |

## Collaborations
Le studio a contribué à différents degrés dans le développement des jeux suivants,
| Titre                                        | Date de sortie | Plates-formes                  | Studios de développement                |
| -------------------------------------------- | -------------- | ------------------------------ | --------------------------------------- |
| Neopets: The Darkest Faerie                  | 2005           | PlayStation 2                  | Idol Minds                              |
| Blast Factor                                 | 2007           | PlayStation 3                  | Bluepoint Games                         |
| L'Arnaqueur                                  | 2007           | PlayStation Portable           | Think & Feel Inc.                       |
| flOw                                         | 2007           | PlayStation 3                  | thatgamecompany                         |
| God of War: Betrayal                         | 2007           | Java 2 Micro Edition           | Javaground                              |
| Calling All Cars!                            | 2007           | PlayStation 3                  | Eat Sleep Play, Incognito Entertainment |
| Warhawk                                      | 2007           | PlayStation 3                  | Incognito Entertainment                 |
| PixelJunk Racers                             | 2007           | PlayStation 3                  | Q-Games                                 |
| PixelJunk Monsters                           | 2008           | PlayStation 3                  | Q-Games                                 |
| Twisted Metal Head-On: Extra Twisted Edition | 2008           | PlayStation 2                  | Eat Sleep Play                          |
| Riff: Everyday Shooter                       | 2008           | PlayStation 3                  | Queasy Games                            |
| God of War: Chains of Olympus                | 2008           | PlayStation Portable           | Ready at Dawn Studios                   |
| PixelJunk Eden                               | 2008           | PlayStation 3                  | Q-Games                                 |
| Linger in Shadows                            | 2008           | PlayStation 3                  | Plastic Reality Technologies            |
| Riff: Everyday Shooter                       | 2009           | PlayStation Portable           | Backbone Entertainment (portage)        |
| Flower                                       | 2009           | PlayStation 3                  | thatgamecompany                         |
| Fat Princess                                 | 2009           | PlayStation 3                  | Titan Studios, Atomic Operations        |
| God of War Collection                        | 2010           | PlayStation 3                  | Bluepoint Games                         |
| God of War: Ghost of Sparta                  | 2010           | PlayStation Portable           | Ready at Dawn Studios                   |
| PixelJunk Shooter                            | 2010           | PlayStation 3                  | Q-Games                                 |
| PixelJunk Shooter 2                          | 2011           | PlayStation 3                  | Q-Games                                 |
| PixelJunk SideScroller                       | 2011           | PlayStation 3                  | Q-Games                                 |
| God of War: Origins collection               | 2011           | PlayStation 3                  | Ready at Dawn Studios                   |
| Carnival Island                              | 2011           | PlayStation 3                  | Magic Pixel Games                       |
| Twisted Metal                                | 2012           | PlayStation 3                  | Eat Sleep Play                          |
| Escape Plan                                  | 2012           | PlayStation Vita               | Fun Bits Interactive                    |
| Journey                                      | 2012           | PlayStation 3                  | thatgamecompany                         |
| Datura                                       | 2012           | PlayStation 3                  | Plastic Reality Technologies            |
| Starhawk                                     | 2012           | PlayStation 3                  | Lightbox Interactive                    |
| PixelJunk 4am                                | 2012           | PlayStation 3                  | Q-Games                                 |
| Sorcery                                      | 2012           | PlayStation 3                  | The Workshop                            |
| Sound Shapes                                 | 2012           | PS3, PlayStation Vita          | Queasy Games                            |
| PlayStation All-Stars Battle Royale          | 2012           | PS3, PlayStation Vita          | SuperBot Entertainment                  |
| The Unfinished Swan                          | 2012           | PlayStation 3                  | Giant Sparrow                           |
| Hohokum                                      | 2014           | PS4, PlayStation Vita          | Honeyslug                               |
| Fat Princess: Piece of Cake                  | 2014           | PlayStation Vita, iOS, Android | One Loop Games                          |
| The Order: 1886                              | 2015           | PlayStation 4                  | Ready at Dawn Studios                   |
| God of War III Remastered                    | 2015           | PlayStation 4                  | Wholesale Algorithm.                    |
| Everybody's Gone to the Rapture              | 2015           | PlayStation 4                  | The Chinese Room.                       |
| Fat Princess Adventures                      | 2015           | PlayStation 4                  | Fun Bits Interactive                    |
| Bound                                        | 2016           | PlayStation 4, PlayStation VR  | Plastic Studios                         |
| Here They Lie                                | 2016           | PlayStation 4, PlayStation VR  | The Tangentlemen                        |
| The Modern Zombie Taxi Co.                   | NC             | PlayStation 4, PlayStation VR  | VITEI Backroom                          |